# Liste der Monuments historiques in Saint-Jean-les-Deux-Jumeaux
Die Liste der Monuments historiques in Saint-Jean-les-Deux-Jumeaux führt die Monuments historiques in der französischen Gemeinde Saint-Jean-les-Deux-Jumeaux auf.

## Liste der Objekte
| Bezeichnung | Beschreibung | Standort                                                                                     | Kennzeichnung | Schutzstatus | Datum | Bild |
| --- | --- | -------------------------------------------------------------------------------------------- | ------------- | ------------ | ----- | ---- |
| Treppengeländer | Schmiedeeisernes Treppengeländer aus dem ersten Viertel des 19. Jahrhunderts. | Im Rathaus (Lage)                                                                            | PM77004131    | Inscrit      | 1982  |      |
| Tabernakel | Tabernakel mit Flügeln umrahmt von Säulen mit korinthischen Kapitellen. Auf der Tür die Abbildung von Christus mit dem Segen und einer Weltkugel. Auf den Flügeln die Abbildung der Verkündigung. Entstehungszeit im 18. Jahrhundert. | Auf dem Altar der Südseitenkapelle in der Kirche St-Jean-Baptiste (Lage)                     | PM77004128    | Inscrit      | 1982  |      |
| Altar und Tabernakel | Nebenaltar aus Holz in Form eines Grabes mit einem Medaillon in der Mitte. Der Tabernakel stammt aus dem 18. Jahrhundert, der Altar aus dem 19. Jahrhundert.                                                                          | Im nördlichen Gang in der Kirche St-Jean-Baptiste (Lage)                                     | PM77004127    | Inscrit      | 1982  |      |
| Skulpturengruppe Unteweisung Mariens | Holzskulptur bemalt und moderner Vergoldung. Hergestellt 19. Jahrhundert. | In einer Nische an der Südwand des nördlichen Querschiffs der Kirche St-Jean-Baptiste (Lage) | PM77004585    | Inscrit      | 1986  |      |
| Kamin und Spiegel | Auf dem Kaminsims befindet sich ein Spiegel und darüber ein Bild, das direkt auf das Holz des Spiegels gemalt wurde. Gefertigt im 19. Jahrhundert.                                                                                    | Lehrerzimmer im Rathaus (Lage)                                                               | PM77004133    | Inscrit      | 1982  |      |
| Skulptur Christus am Kreuz | Holzskulptur aus dem 17. Jahrhundert mit einem modernen Kreuz. | In der Kirche St-Jean-Baptiste (Lage)                                                        | PM77004812    | Inscrit      | 1994  |      |
| Drei Bleiglasfenster: Die Taufe Christi, Christus am Kreuz und Die Enthauptung des heiligen Johannes des Täufers                                                    | Die Medaillons der Buntglasfenster wurden in moderne Fenster eingelassen. Bezeichnet mit 1516. | Im Chor der Kirche St-Jean-Baptiste (Lage)                                                   | PM77001561    | Classé       | 1907  |      |
| Vertäfelung | Holzverkleidung aus Paneelen, die oben gewölbt und mit Gold verzierten Medaillons hergestellt wurden. Entstehungszeit im 17. Jahrhundert. Restauriert.                                                                                | Im Chor der Kirche St-Jean-Baptiste (Lage)                                                   | PM77001562    | Classé       | 1907  |      |
| Altar | Grabförmiger Altar aus Holz mit Kunstmarmor bemalt und teilweise vergoldet. Entstehungszeit im 18. und 19. Jahrhundert. | Im Chor der Kirche St-Jean-Baptiste (Lage)                                                   | PM77004129    | Inscrit      | 1982  |      |
| Altarbild Heiliger Rochus | Ölgemälde umrahmt von ineinandergreifenden und kannelierten Säulen vom Ende des 18. Jahrhunderts. | An der Ostwand des südlichen Querschiffs in der Kirche St-Jean-Baptiste (Lage)               | PM77004586    | Inscrit      | 1986  |      |
| Sakristeischrank | Zweitüriger Kleiderschrank mit geformten Paneelen und gebogenem Giebel aus dem 18. Jahrhundert. | In der Sakristei der Kirche St-Jean-Baptiste (Lage)                                          | PM77004130    | Inscrit      | 1982  |      |
| Grabplatte für Ozias de Flandre († 1639) und seine Frau Jeanne Rober († 1623) sowie für Anthoine de la Place († 1627) und seine Frau Magdeleine de Flandre († 1644) | Grabtafel aus Stein mit eingravierter Inschrift und eingemeißeltem Wappen über der Grabinschrift aus dem 17. Jahrhundert. | Im nördlichen Gang in der Kirche St-Jean-Baptiste (Lage)                                     | PM77004126    | Inscrit      | 1982  |      |
| Kamin und Spiegel | Kaminsims und eingefasster Spiegel auf dem Kamin vom Ende des 18. Jahrhunderts. | Im Büro des Bürgermeisters im Rathaus (Lage)                                                 | PM77004132    | Inscrit      | 1982  |      |
| Zwei Fragmente einer Skulptur Stillende Madonna mit Kind | Die beiden Steinfragmente der im Jahr 1988 gefundenen Skulptur ist erodiert. Entstehungszeit im vierten Quartal des 14. Jahrhunderts.                                                                                                 | In der Kirche St-Jean-Baptiste (Lage)                                                        | PM77004813    | Inscrit      | 1994  |      |